# Лесковачка удеоничарска штедионица
Лесковачка удеоничарска штедионица (1888 - 1921) била је прва банка у Лесковцу.

## Историјат
Основана је 1888. године oд стране самих Лесковчана са капиталом од 200 000 динара у злату. Године 1921. удружила се са Лесковачком прометном банком у Лесковачку централну банку у циљу увећавања главнице капитала што се заиста и догодило, јер је већ 1927. године банка имала 20 милиона динара главнице капитала уместо почетних 450 000.